# Сатыгины
Саты́гины (Саты́гины-Конди́йские, Саты́гины-Конди́нские) — русский княжеский род остяцкого (на самом деле вогульского, мансийского) происхождения, признанный после крещения в княжеском достоинстве Российской империи.
Происходит от кондийского «княжика» Сатики (Сатыги), «от племене прежних кондийских княжиков», то есть родоплеменных вождей. Кынча Сатыгин, князец остяков, живших на реке Большой Конде, был крещён в 1680 году и наречён Семёном; от царя Фёдора Алексеевича был жалован грамотой и правом писаться князем. Некоторые другие кондийские князья сохраняли язычество до начала XVIII века.
Его праправнуку князцу Ивану Ивановичу Сатыгину-Кондинскому (Кондийскому), управлявшему Верхне-Кондинской волостью Туринского уезда, император Павел I в августе 1800 года всемилостивейше соизволил называться князем, о чём обер-прокурор Сената П. Х. Обольянинов известил Герольдию 5 сентября 1800 года; 11 сентября того же года этот вопрос был заслушан Герольдией. Но в освобождении от платежа ясака ему было отказано. В 1842 году был утверждён Правительствующим сенатом в княжеском достоинстве сын предыдущего князь Александр Иванович Сатыгин-Кондинский, учитель Туринского уездного училища.